# Trie-Château
Trie-Château är en kommun i departementet Oise i regionen Hauts-de-France i norra Frankrike. Kommunen ligger i kantonen Chaumont-en-Vexin som tillhör arrondissementet Beauvais. År 2018 hade Trie-Château 1 610 invånare.

## Befolkningsutveckling
Antalet invånare i kommunen Trie-Château
| Referens: INSEE |